# Socha Vltavy
Socha Vltavy je žulový obelisk nesoucí alegorickou postavu Vltavy a jejích čtyř přítoků, který se nachází v Praze na Smíchově, za zdymadlem u Dětského ostrova na řece Vltavě. Autorem všech plastik je český sochař Josef Václav Pekárek. V roce 1964 bylo sousoší zapsáno do státního seznamu kulturních památek.

## Popis
Na vrcholu čtyřbokého žulového hranolu je umístěna 2,8 m vysoká bronzová socha Vltavy, kterou představuje nahá, roztančená dívka. Je obrácena k mostu Legií a vzhlíží doprava, přes Střelecký ostrov k Národnímu divadlu. U jejích nohou je kotva, přes paže má přehozený pruh látky vlající za dívčí postavou.
Po stranách obelisku jsou čtyři další ženské postavy, které symbolizují přítoky Vltavy: dívka rýžující zlato znázorňuje Otavu (na severní straně), dívka s rybou Sázavu (na východní straně), dívka s kyticí Lužnici (na jižní straně) a dívka s ozubeným kolem Berounku (na západní straně).
Autory díla jsou sochař Josef Václav Pekárek (1873–1930), architekt František Sander (1871–1932) a kameník Palouš. Vzniklo v roce 1916, sochy byly osazeny v roce 1927.

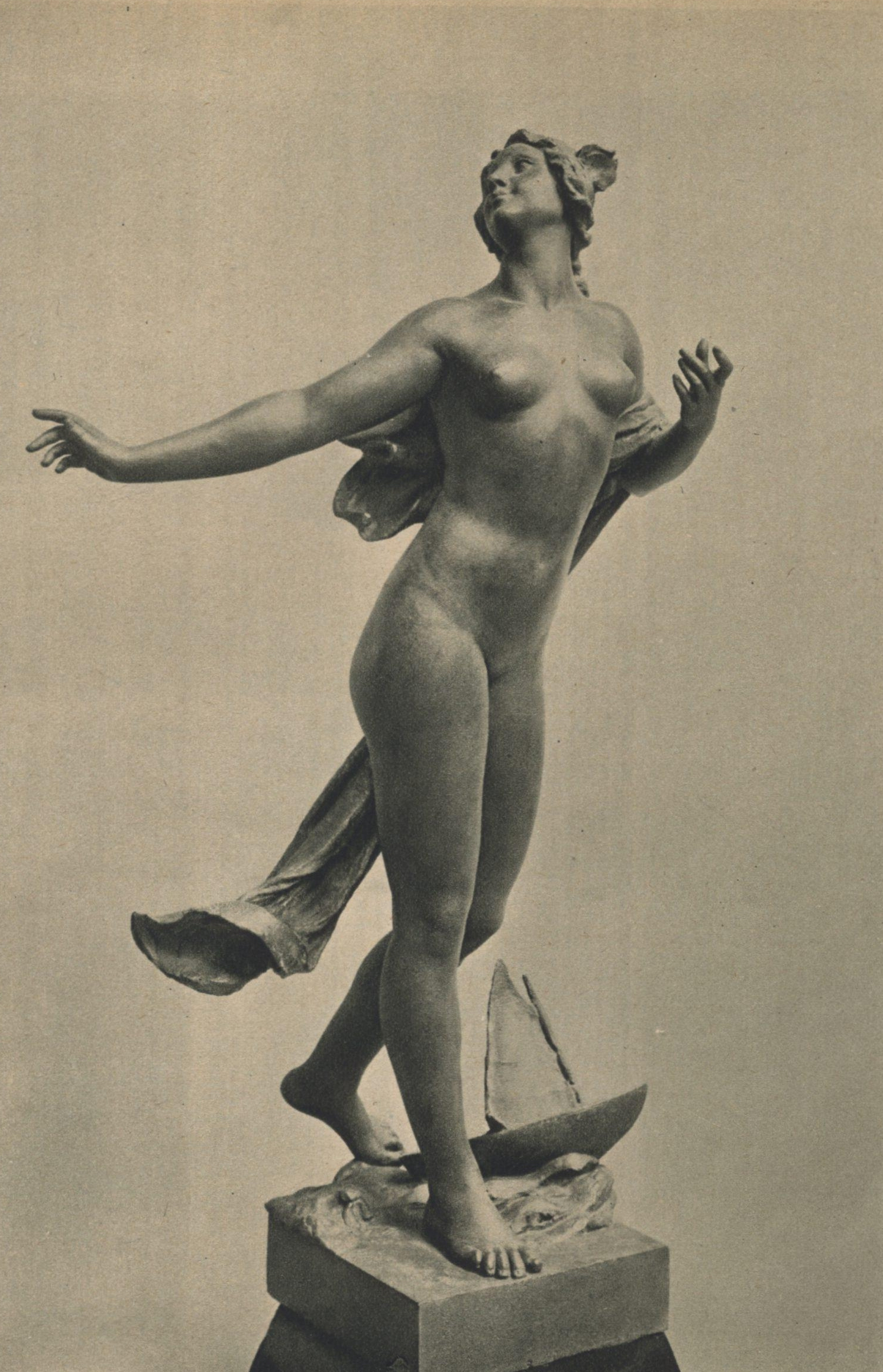
Vltava
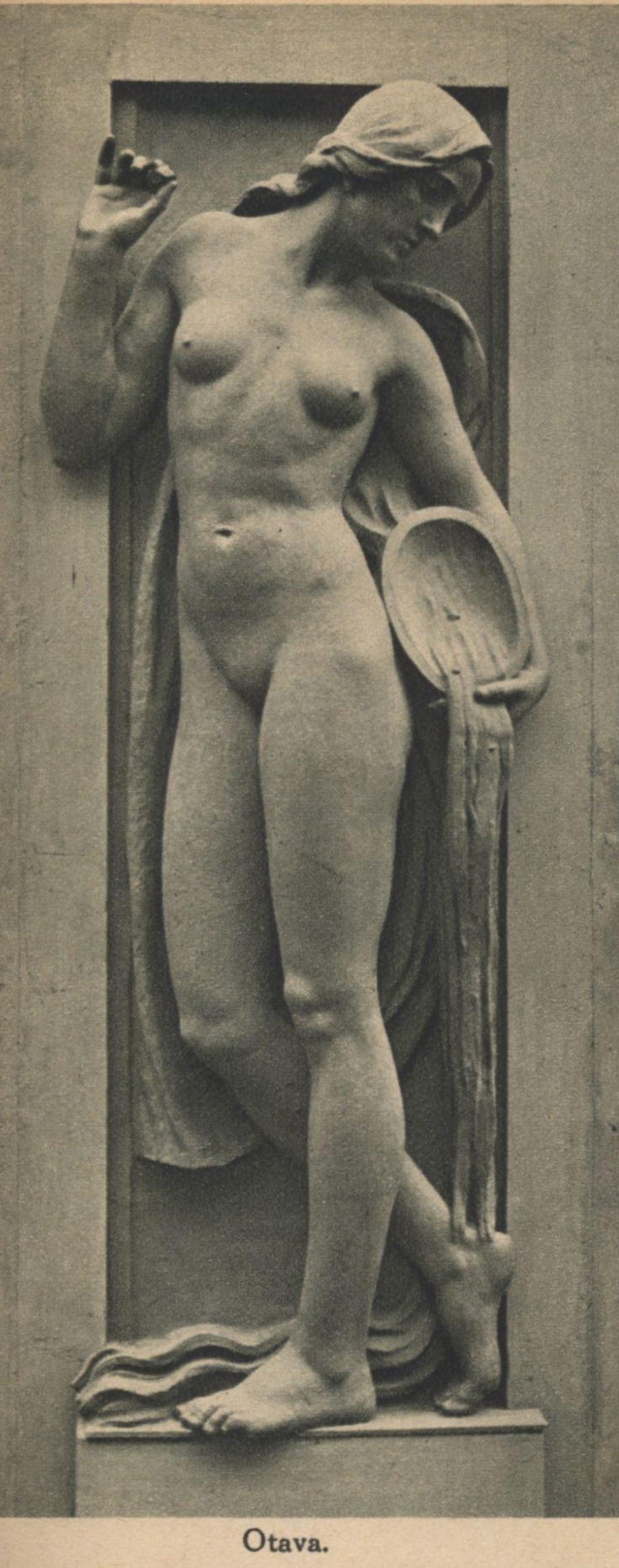
Otava
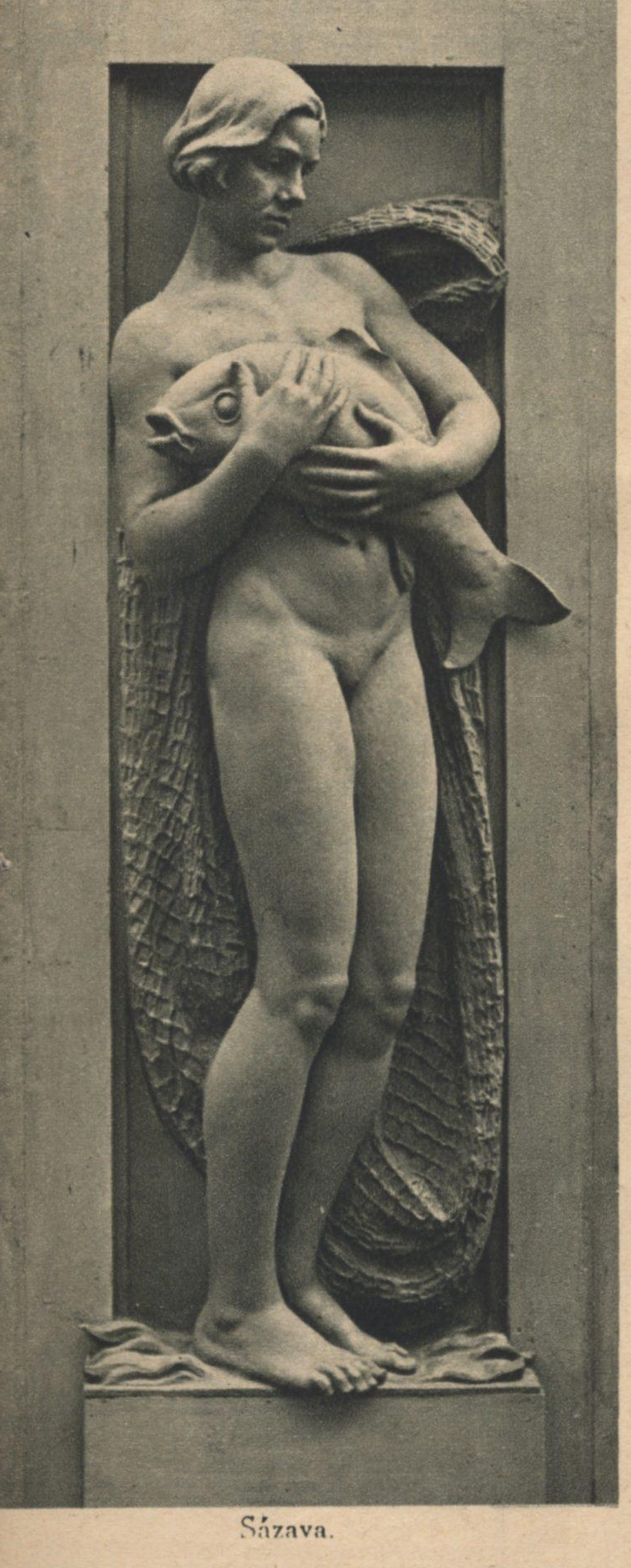
Sázava
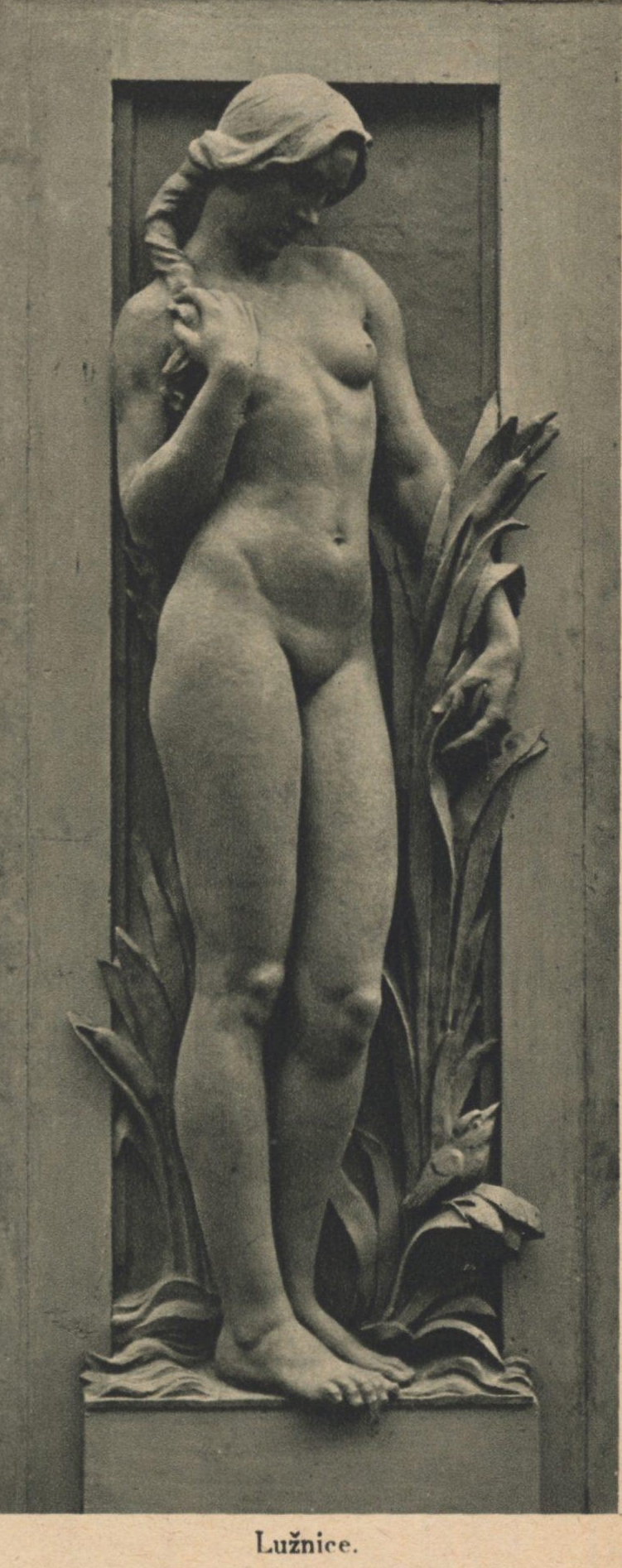
Lužnice
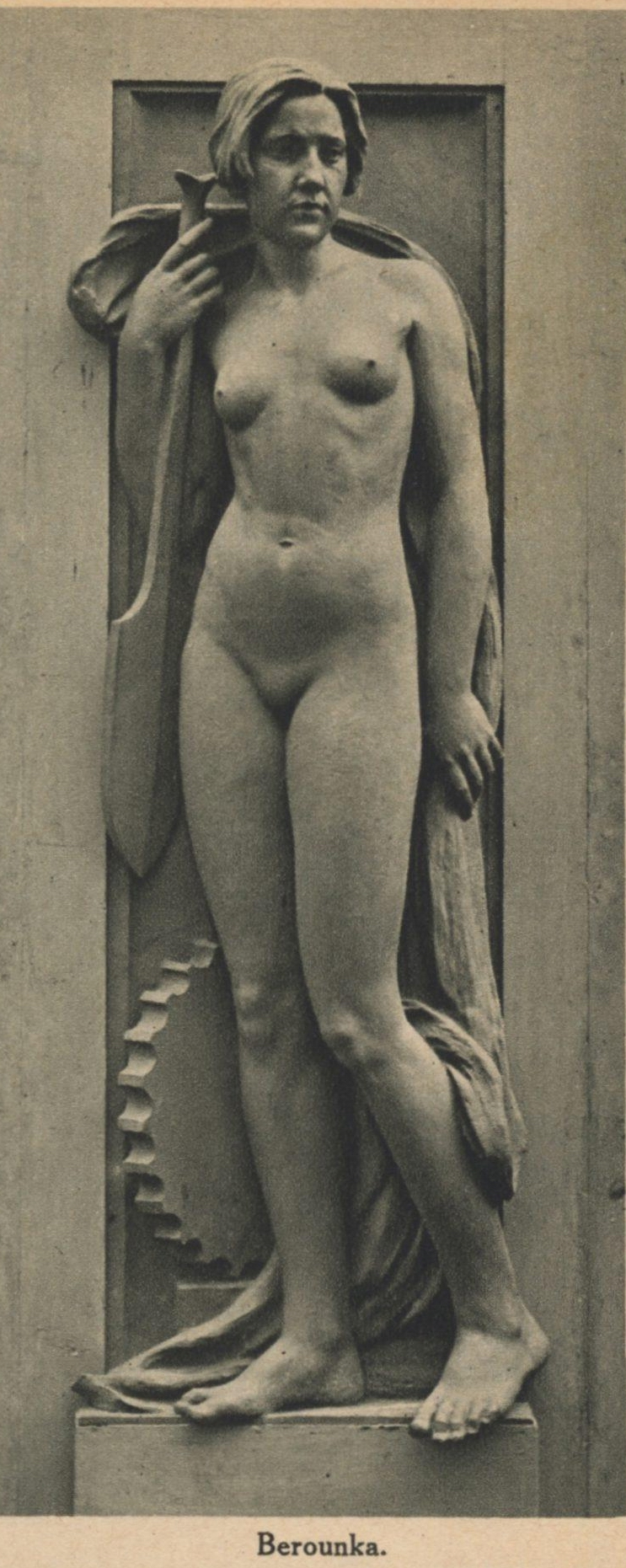
Berounka

## Další sochy Vltavy
Několik dalších zpodobnění Vltavy je možné najít především v Praze:
- kašna Terezka ve výklenku zdi Clam-Gallasova paláce na Mariánském náměstí, od sochaře Václava Prachnera (z roku 1812),
- alegorie Vltavy od Antonína Pavla Wágnera na rampě Národního muzea (z let 1889–1891),
- pískovcová socha Vltavy (výška 3,6 m) nad sochami jejích přítoků na stěně budovy Podolské vodárny, od Ladislava Nováka (asi 1925–1929)
- na pravém nároží hlavního průčelí budovy bývalého Vojenského zeměpisného ústavu – neoklasicistní plastika od sochaře Břetislava Bendy (kolem 1925).

V Českých Budějovicích je socha dvou dívek znázorňující soutok Vltavy s Malší (od Františka Mrázka, 1985).